# Vörös Virág
Vörös Virág (1999. július 12. –) magyar síugrónő.

## Pályafutása
2011 nyarán indult élete első síugró versenyén. A 2015. évi téli európai ifjúsági olimpiai fesztiválon 22. lett. A 2015-ös junior világbajnokságon 32. helyen végzett. A 2015-ös felnőtt világbajnokságon a 34. helyen zárt. A 2016. évi téli ifjúsági olimpiai játékokon 13. helyezést szerzett. 2016 nyarán Besztercebányán, majd Berchtesgadenben nyert versenyt. Ezt követően az Alpen Kupa versenysorozaton négy versenyen és az összetettben is nyert. Ezután az Oberwiesenthalban rendezett kontinentális kupán a 29. lett. Ezzel elérte, hogy a szezon minden világ-, és kontinentális kupa versenyén térítés nélkül elindulhasson. 2016 őszén egy versenyen bukott és keresztszalag-sérülést szenvedett, amit műteni kellett és a teljes szezont ki kellett hagynia. 2017 novemberében indulhatott először világkupa versenyen, de nem jutott tovább a selejtezőből. Decemberben bokaszalag szakadást szenvedett.
A 2019-es junior vb-n 44. volt. 2019 augusztusában a nyári grand prix versenysorozat csehországi állomásán 23. lett. Ezzel az első magyar versenyző lett, aki ebben a szériában pontot szerzett. 2020 januárjában barcarozsnyói világkupa versenyen 30. helyen végzett. Eredményével az első magyar női síugró lett, aki világkupa pontot szerzett. Februárban Hinzenbachban 29. helyezést szerzett. Márciusban Lillehammerben az edzésen bukott és keresztszalag-szakadást és meniszkusz-sérülést szenvedett. A koronavírus-járvány miatt félbeszakadt világkupában 12 ponttal 42. lett. 2020 decemberében versenyezhetett újra a világkupában. 2021 februárjában az északisí-világbajnokságon a normálsánc selejtezőjében egy hellyel maradt le a döntős szereplés lehetőségéről, majd a nagysáncon sem került be a fináléba. 2021 májusában felmondott a Magyar Síszövetségnél a szlovén Vasja Bajc, aki négy éve vezette az edzéseit. Ezután az ugyancsak szlovén Mitja Oranič lett az edzője, de rövidesen ő is távozott. November végén bejelentette a visszavonulását.

## Díjai, elismerései
Az év magyar síugrója (2015, 2016, 2017, 2018, 2019, 2020, 2021)